# Sint-Niklaaskerk (Meigem)

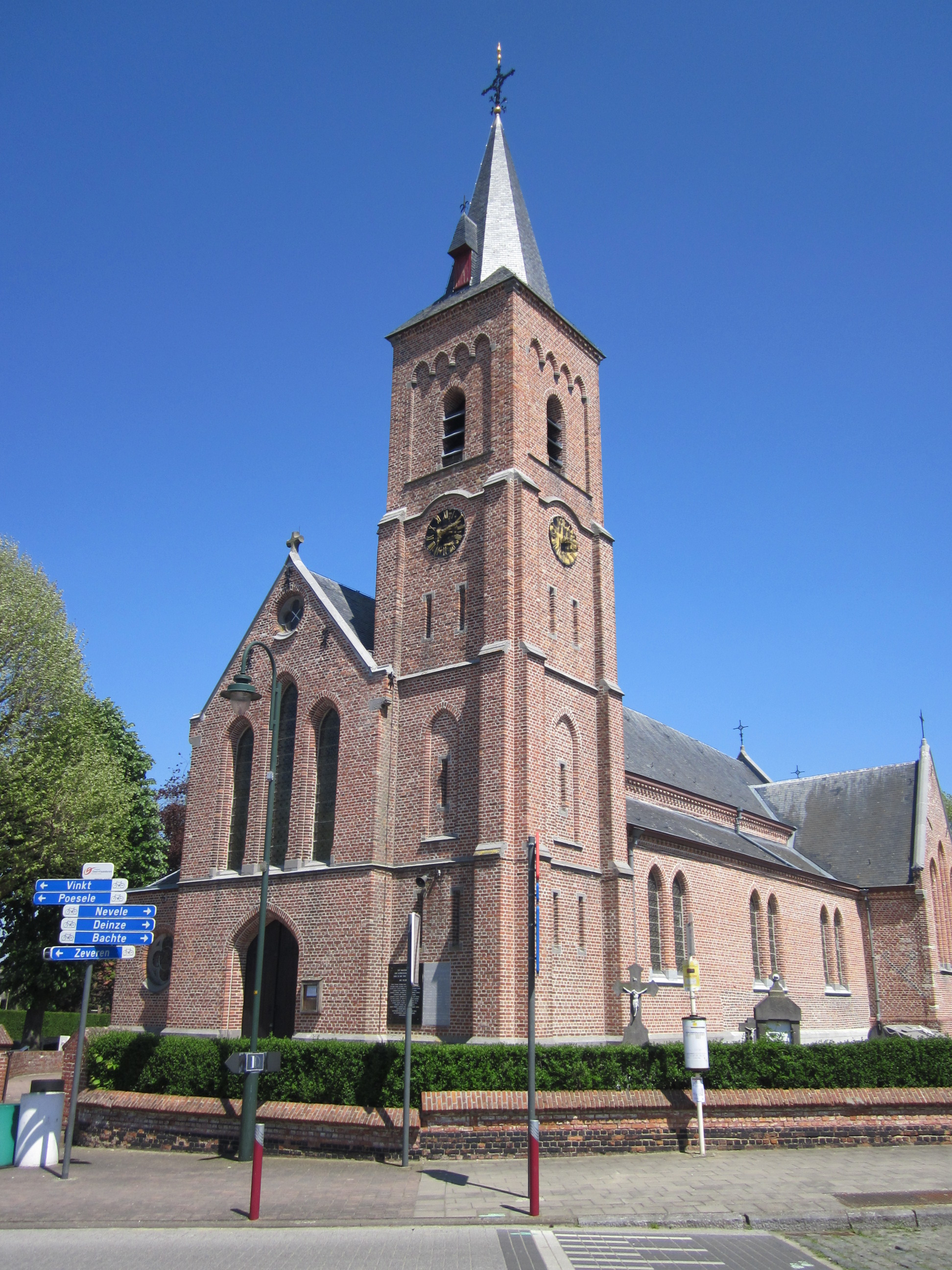
Sint-Niklaaskerk

De Sint-Niklaaskerk is de parochiekerk van de tot de Oost-Vlaamse gemeente Deinze behorende plaats Meigem, gelegen aan de Pastoriestraat.

## Geschiedenis
De kerk werd voor het eerst vermeld in 1218. In 1731 volgde een vrijwel volledige herbouw. In 1898 werd de kerk gerestaureerd en vergroot in westelijke richting met één travee en een neogotische toren, waar voordien de kerk een dakruiter bezat.
In 1724 verwierf de kerk een relikwie, en wel een fragment van de bebloede geselkolom (de paal waaraan Christus tijdens de geseling vastgebonden was). Dit was aanleiding tot het houden van een jaarlijkse Heilig Bloedprocessie.

## Gebouw
Het betreft een pseudobasilicale bakstenen kruiskerk met een licht uitspringend transept en een aangebouwde vierkante zuidwesttoren. In de noordelijke transeptarm en het koor zijn nog muurresten in veldsteen van de eerste helft van de 13e eeuw. De zuidelijke transeptarm is van de 16e of 17e eeuw en bevat metselaarstekens. De westgevel en de toren zijn neogotisch. Het koor is grotendeels opgetrokken in breuksteen.

## Interieur
De middenbeuk is overkluisd met een spitstongewelf. Een schilderij: Uitdeling van de rozenkrans boven het hoofdaltaar is van het 4e kwart van de 18e eeuw. Ook een houten Sint-Nicolaasbeeld is vermoedelijk 18e-eeuws. De preekstoel is van 1749. Het doopvont is 18e-eeuws. De kerk bezit enkele oude grafzerken.
Het kerkgebouw wordt omgeven door een kerkhof. Buitenom de kerk is een ommegang met vijf natuurstenen reliëfs door Oscar Sinia (1933) die de bloeduitstortingen van Christus verbeelden.